# Font de la Canaleta (Toralla)
La Font de Canaleta és una font del poble de Toralla, de l'antic terme de Toralla i Serradell, pertanyent a l'actual municipi de Conca de Dalt, al Pallars Jussà.
Està situada a 937 m d'altitud, al sud-oest del poble de Toralla, a prop i a ponent de la carretera local que mena al poble, en el darrer revolt abans d'arribar-hi. És al sud i a sota de los Feixancs.